# Loredana Toma
Loredana Elena Toma (*  10. Mai 1995 in Botoșani) ist eine rumänische Gewichtheberin. Sie wurde 2017 in der Gewichtsklasse bis 63 kg Körpergewicht sowie 2022 in der Klasse bis 71 kg Weltmeisterin und ist vierfache Europameisterin. Seit dem 12. Dezember 2022 hält sie mit 119 kg den Weltrekord im Reißen in der 71-kg-Gewichtsklasse.

## Karriere
Loredana Toma gewann bereits in ihrer Jugend mehrere internationale Titel. So wurde sie 2011 Jugend-Europameisterin und 2012 Jugend-, Junioren-Europameisterin sowie Vize-Jugend-Weltmeisterin.
2012, im Alter von 16 Jahren, nahm sie erstmals im Seniorenbereich an Europameisterschaften teil, bei denen sie in der Gewichtsklasse bis 63 kg auf Platz 7 landete. 2013 und 2014 wurde sie Vize-Europameisterin in der Klasse bis 58 kg Körpergewicht. Außerdem wurde sie bei den Weltmeisterschaften 2013 in Breslau Vierte.
Bei einer Trainingskontrolle 2014 war ihr Dopingtest positiv auf Stanozolol. Der Internationale Gewichtheber-Verband sperrte Toma deswegen für zwei Jahre bis zum 15. Oktober 2016. Nach ihrer Sperre setzte sie ihre internationale Karriere fort.
In der Klasse bis 63 kg wurde Loredana Toma 2017 Weltmeisterin. Zwischen 2017 und 2021 gewann sie bei den vier in dem Zeitraum ausgetragenen Europameisterschaften alle Goldmedaillen (Reißen, Stoßen und Zweikampf) in der 63-kg- bzw. ab 2019 in der 64-kg-Gewichtsklasse. Bei den Weltmeisterschaften 2018 und 2019 wurde jeweils Toma Dritte in der Klasse bis 64 kg. In derselben Gewichtsklasse konnte sie 2020 bei einem in Rom ausgetragenen Welt-Cup siegen.
Loredana Toma qualifizierte sich zwar sportlich für die Olympischen Spiele 2020 in Tokio, jedoch wurde der rumänische Gewichtheberverband aufgrund von Dopingverstößen im Juni 2021 für ein Jahr gesperrt. In der Folge nahmen rumänische Gewichtheber nicht an den Spielen teil, was auch bei Toma der Fall war. Ein rechtlicher Einspruch beim Internationalen Sportgerichtshof (CAS) gegen ihren Ausschluss blieb erfolglos.
Bei den Weltmeisterschaften 2022 im kolumbianischen Bogotá trat Loredana Toma in der Gewichtsklasse bis 71 kg an. Im Reißen konnte sie mit einer Leistung von 119 kg einen Weltrekord aufstellen und gewann eine Goldmedaille. Im Stoßen erreichte sie mit 137 kg lediglich Rang 4. In der Zweikampfwertung reichten die 256 kg zum Gesamtsieg vor der Chinesin Zeng Tiantian (253 kg) und damit ihrem zweiten Weltmeistertitel.

## Erfolge
- Einzelmedaillen bei Weltmeisterschaften
  - Gold: 2017/Zweikampf, 2017/Reißen, 2017/Stoßen, 2022/Zweikampf, 2022/Reißen
  - Silber: 2018/Reißen
  - Bronze: 2018/Zweikampf, 2019/Zweikampf, 2019/Reißen
- Einzelmedaillen bei Europameisterschaften
  - Gold: 2017/Zweikampf, 2017/Reißen, 2017/Stoßen, 2018/Zweikampf, 2018/Reißen, 2018/Stoßen, 2019/Zweikampf, 2019/Reißen, 2019/Stoßen, 2021/Zweikampf, 2021/Reißen, 2021/Stoßen
  - Silber: 2013/Zweikampf, 2013/Stoßen, 2014/Zweikampf, 2014/Reißen, 2014/Stoßen
  - Bronze: 2013/Reißen
- aktuelle Rekorde (Stand: Dezember 2022)
  - U23-Europarekorde in der Gewichtsklasse bis 64 kg: 110 kg im Reißen (aufgestellt am 5. November 2018) und 234 kg im Zweikampf (5. November 2018)[4]
  - Europarekorde in der Gewichtsklasse bis 64 kg: 114 kg im Reißen (6. April 2021), 136 kg im Stoßen (29. Januar 2020), 249 kg im Zweikampf (29. Januar 2020)[4]
  - Weltrekord in der Gewichtsklasse bis 71 kg: 119 kg im Reißen (12. Dezember 2022)[1]